# Lancaster (Texas)
Lancaster es una ciudad ubicada en el condado de Dallas en el estado estadounidense de Texas. En el Censo de 2010 tenía una población de 36.361 habitantes y una densidad poblacional de 462,6 personas por km².

## Geografía
Lancaster se encuentra ubicada en las coordenadas 32°35′45″N 96°46′41″O / 32.59583, -96.77806. Según la Oficina del Censo de los Estados Unidos, Lancaster tiene una superficie total de 78.6 km², de la cual 78.43 km² corresponden a tierra firme y (0.22%) 0.17 km² es agua.

## Demografía
Según el censo de 2010, había 36.361 personas residiendo en Lancaster. La densidad de población era de 462,6 hab./km². De los 36.361 habitantes, Lancaster estaba compuesto por el 20.38% blancos, el 68.75% eran afroamericanos, el 0.35% eran amerindios, el 0.29% eran asiáticos, el 0.04% eran isleños del Pacífico, el 8.12% eran de otras razas y el 2.08% pertenecían a dos o más razas. Del total de la población el 16.95% eran hispanos o latinos de cualquier raza.

## Educación

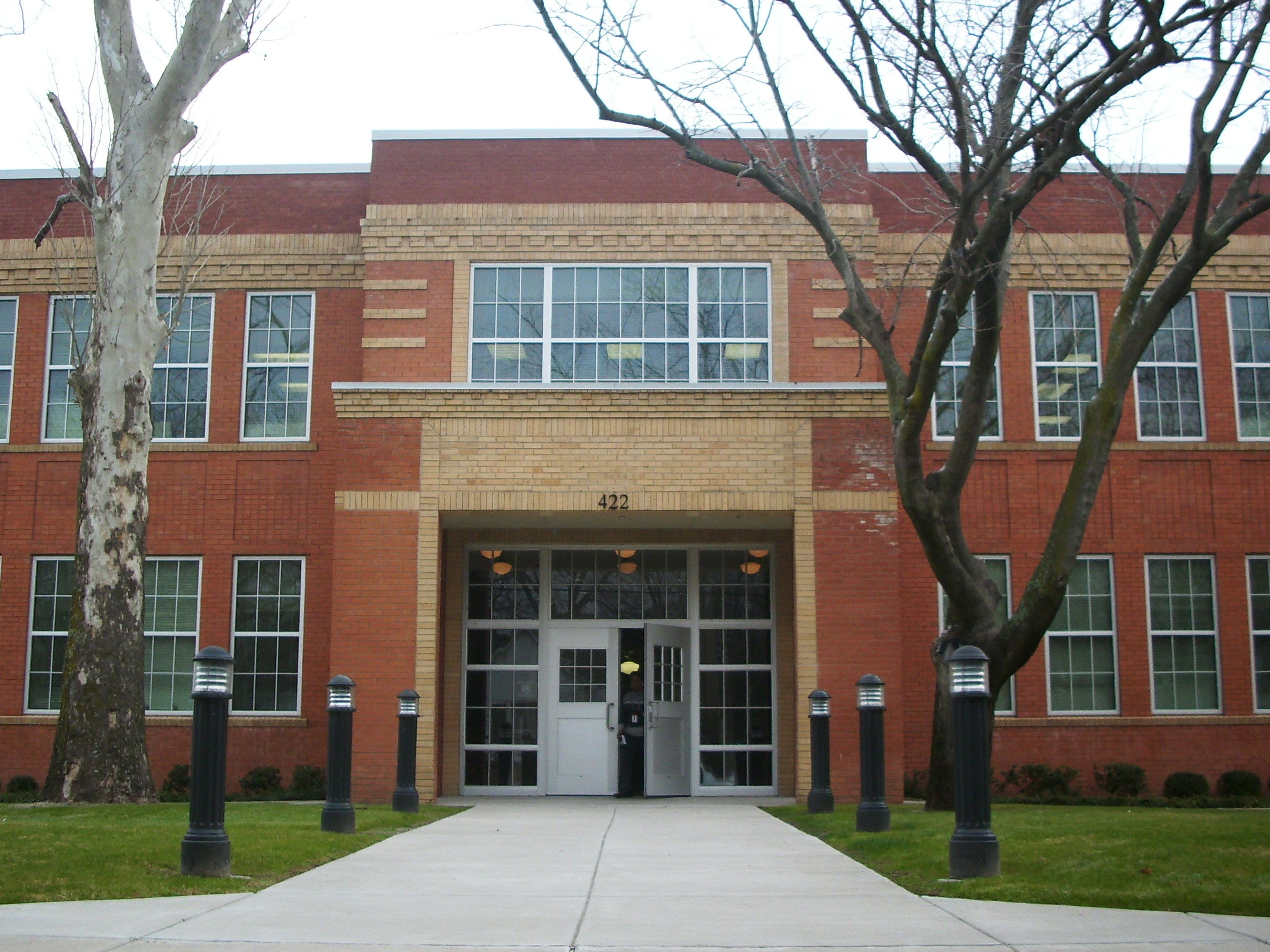
Sede del Distrito Escolar Independiente de Lancaster

El Distrito Escolar Independiente de Lancaster gestiona escuelas públicas.
En un área de Lancaster, el Distrito Escolar Independiente de Dallas gestiona escuelas públicas. La Escuela Preparatoria Wilmer-Hutchins sirve los partes de DISD de Lancaster.

## Galería

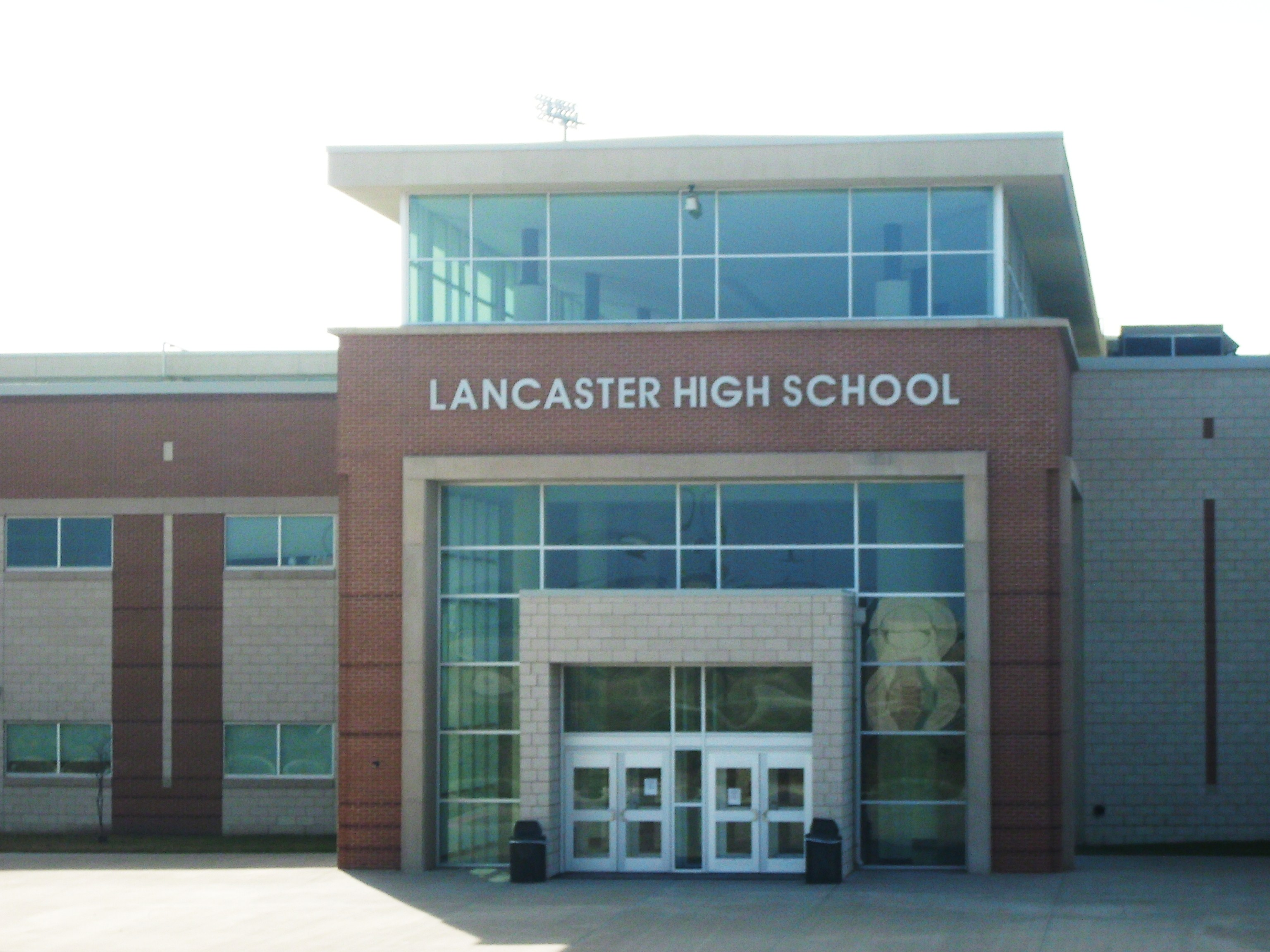
Lancaster High School ("Escuela Preparatoria de Lancaster")